# Kapitan (ranga)
Kapitan – termin pochodzi z łac. capitaneus („zwierzchnik”), od łac. caput („głowa”).
- oficerski stopień wojskowy – najwyższy z korpusu oficerów młodszych[1]. Niższym stopniem jest porucznik, a wyższym major. W okresie międzywojennym był natomiast zaliczany do korpusu oficerów starszych[1]. W Wojsku Polskim, podobnie jak w większości armii, stopień kapitana znajduje się między porucznikiem a majorem. Odpowiednikiem stopnia kapitana w kawalerii był rotmistrz. Obecnie w Wojsku Polskim głównym stanowiskiem dla oficera w stopniu kapitana jest dowódca kompanii, stopień kapitana przypisany jest również do takich stanowisk jak m.in.: oficer sekcji sztabu pułku i brygady, oficerowie wydziałów i inne stanowiska sztabowe.
- kapitan marynarki – odpowiednik kapitana w Marynarce Wojennej.
- dowódca jednostki pływającej w marynarce handlowej: kapitan żeglugi wielkiej.
- urzędnik państwowy zarządzający kapitanatem portu: kapitan portu.
- dowódca załogi statku powietrznego (cywilnego).
- oficer Państwowej Straży Pożarnej.
- w niektórych krajach stopień policyjny.
- stopień służbowy w Służbie Więziennej.
- odpowiednikiem kapitana w Służbie Celno-Skarbowej jest nadkomisarz celny.

## Historia
Kapitan po raz pierwszy pojawił się w XIV wieku we Francji jako dowódca rycerstwa jednego okręgu, a później we Francji i we Włoszech jako dowódca rot najemnych. Od połowy XVI wieku w Europie Zachodniej pełnił funkcję dowódcy chorągwi jazdy lub kompanii piechoty.
W Polsce kapitan pojawił się w XVI wieku jako dowódca zaciężnej roty piechoty niemieckiej lub węgierskiej, złożonej z kilku kompanii – był więc wtedy równy rangą pułkownikowi. W XVII wieku istniał w Polsce urząd kapitana wojskowego, który dowodził przyboczną strażą hetmańską.
W XVII i XVIII wieku w niemal wszystkich armiach europejskich kapitan był dowódcą kompanii piechoty lub szwadronu jazdy bądź dragonii (także w Polsce w wojskach autoramentu cudzoziemskiego). W Polsce w okresie Księstwa Warszawskiego i Królestwa Kongresowego kapitan był dowódcą szwadronu jazdy, kompanii piechoty lub baterii artylerii.
W okresie międzywojennym 1918-1939 kapitan był stopniem oficera starszego we wszystkich rodzajach sił zbrojnych (w odróżnieniu od oficerów młodszych – do porucznika, i sztabowych – od majora).

## Oznaczenia
Oznaczenie stopnia na czapce garnizonowej lub rogatywce składa się z wąskiego galonu umieszczonego na całej długości łuku daszka oraz z czterech gwiazdek umieszczonych na środku otoku.
Na berecie i furażerce oznaka stopnia składa się z jednej belki i czterech gwiazdek. Natomiast na naramiennikach znajdują się cztery gwiazdki (bez belki). W Wojsku Polskim II Rzeczypospolitej, Polskich Siłach Zbrojnych na Zachodzie oraz w ludowym Wojsku Polskim do 1952 roku stopień ten był opisywany trzema gwiazdkami.
Zgodnie z przepisami ubiorczymi żołnierzy Wojska Polskiego z 1972 roku kapitan nosił cztery gwiazdki umieszczone na środku taśmy otokowej w linii równoległej do krawędzi taśmy; ramiona gwiazdek stykały się ze sobą. Na daszku czapki garnizonowej – jeden galon szerokości 6 mm, naszyty w odległości 6 mm od krawędzi daszka na całej długości jego łuku.
Na beretach i furażerkach – jeden pasek na lewej stronie beretu (furażerki) długości 3 cm szerokości 5 mm, umieszczony pod kątem 45° w stosunku do dolnej krawędzi beretu (furażerki) oraz cztery gwiazdki rozmieszczone w linii prostej nad środkiem paska – prostopadle do jego położenia. Pierwszą gwiazdkę umieszczano w odległości 5 mm od paska do podstawy jej ramion, drugą gwiazdkę i następne – w odległości 5 mm od wierzchołka ramienia pierwszej gwiazdki do kąta wklęsłego ramion drugiej gwiazdki. Na naramiennikach cztery gwiazdki umieszczone wzdłuż linii prostej biegnącej przez środek naramiennika: pierwsza umieszczona w odległości 1,2 cm od wszycia rękawa, druga w odległości 5 mm od wierzchołka ramienia pierwszej gwiazdki do kąta wklęsłego między dwoma ramionami drugiej gwiazdki, trzecia i czwarta podobnie jak druga.
W myśl Przepisu Ubioru Polowego Wojsk Polskich r. 1919: na środku naramiennika wzdłuż trzy gwiazdki haftowane oksydowanymi nićmi lub wytłaczane pięciopromienne, o ostrych promieniach. Na czapce na szwach wierzchu pojedynczy srebrny, oksydowany, płaski, szerokości 5 mm, sznurek. Na górnej krawędzi otoku dokoła, jeden takiż sznurek. Z przodu otoku trzy gwiazdki.
W Wojsku Polskim Królestwa Kongresowego oznaką stopnia były szlify gładkie bez frędzli, a od 1827 roku szlify gładkie bez frędzli. Kapitan II klasy 4 gwiazdki. Na srebrnych epoletach gwiazdki złote, a na złotych gwiazdki srebrne.
W Armii Księstwa Warszawskiego oznaką stopnia były epolet z frędzlami na lewym ramieniu, a na prawym ramieniu kontrepolet (naramiennik bez frendzli).
W Wojsku polskim w okresie Sejmu Wielkiego i w wojsku Kościuszki oznaką stopnia były 4 gwiazdki.